# سیتی پارک (نیواورلئان)
سیتی پارک (به انگلیسی: City Park) یک منطقهٔ مسکونی در ایالات متحده آمریکا است که در لوئیزیانا واقع شده‌است. سیتی پارک ۱٬۶۰۰ نفر جمعیت دارد.